# Colesville
Colesville és una concentració de població designada pel cens dels Estats Units a l'estat de Maryland. Segons el cens del 2000 tenia 19.810 habitants.

## Demografia
Segons el cens del 2000, Colesville tenia 19.810 habitants, 6.525 habitatges, i 5.526 famílies. La densitat de població era de 827,8 habitants per km².
Dels 6.525 habitatges en un 37,1% hi vivien nens de menys de 18 anys, en un 73,1% hi vivien parelles casades, en un 9% dones solteres, i en un 15,3% no eren unitats familiars. En el 12,3% dels habitatges hi vivien persones soles el 5,7% de les quals corresponia a persones de 65 anys o més que vivien soles. El nombre mitjà de persones vivint en cada habitatge era de 3,02 i el nombre mitjà de persones que vivien en cada família era de 3,28.
Per edats la població es repartia de la següent manera: un 25,1% tenia menys de 18 anys, un 6,7% entre 18 i 24, un 23% entre 25 i 44, un 31,5% de 45 a 60 i un 13,7% 65 anys o més.
L'edat mediana era de 42 anys. Per cada 100 dones de 18 o més anys hi havia 90,7 homes.
La renda mediana per habitatge era de 91.696 $ i la renda mediana per família de 97.406 $. Els homes tenien una renda mediana de 61.119 $ mentre que les dones 46.169 $. La renda per capita de la població era de 34.942 $. Entorn del 2% de les famílies i el 3% de la població estaven per davall del llindar de pobresa.

## Poblacions més properes
El següent diagrama mostra les poblacions més properes.